# Drewno rozpierzchłonaczyniowe
Drewno rozpierzchłonaczyniowe – drewno, w którym brak jest wyraźnego podziału słoja na drewno wczesne i drewno późne. Naczynia w różnych częściach mają podobną średnicę, rozsiane równomiernie na całej powierzchni słoja. Granica między drewnem wczesnym a późnym słabo widoczna lub niewidoczna.
Nieznaczne różnice między drewnem letnim a wiosennym są charakterystyczne dla: brzozy, olchy, graba, topoli osiki, klonu, buka, lipy, topoli, wierzb, jabłoni, wiśni, czereśni, śliwy, gruszy, berberysu, kruszyny, szakłaków, derenia, jarzębu, leszczyny, kaliny, bzu, trzmieliny. Orzech uznawany jest za przejściowy między rozpierzchłonaczyniowymi a pierścieniowonaczyniowymi.